# Débarque-moué au lac des Vents
Pour plus de détails, voir Fiche technique et Distribution.
Débarque-moué au lac des Vents est un film documentaire québécois, réalisé en 1974 par Michel Gauthier et diffusé par l'Office national du film du Canada. 

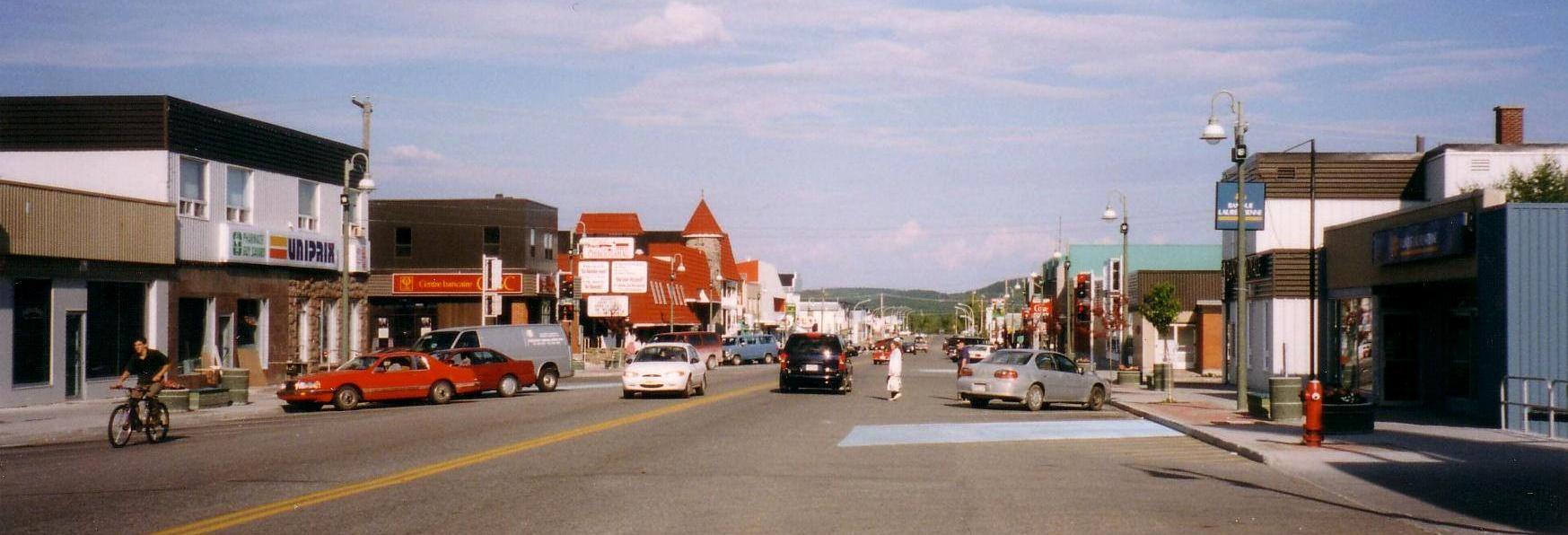
Chibougamau en 2006.

## Synopsis
Le documentaire présente l'univers de la ville minière de Chibougamau : une ville moderne et animée, aux frontières d'une nature sauvage et vierge. Ses habitants sont issus de ces deux mondes : Adrien Tremblay, prospecteur minier solitaire, dont le travail s'apparente à celui de coureur des bois, y côtoie les travailleurs miniers et commerçants chibougamois.

## Fiche technique[2]
- Réalisation : Michel Gauthier
- Scénario : Michel Gauthier, Robert Tremblay
- Son : Michel Descombes, Benoît Fauteux
- Image : Jocelyn Simard, Pierre Letarte
- Montage : Fernand Bélanger
- Distributeur : Office national du film du Canada
- Genre : Documentaire
- Durée : 72 minutes
- Format : couleur

## Distribution[3]
- Adrien Tremblay : lui-même
- Arnold Potvin : lui-même
- Lorraine Potvin : lui-même
- Léandre Chabot : lui-même
- Arthur Lepage : lui-même
- Laurier Surprenant : lui-même